# Джегго, Джеймс
Джеймс Александр Джегго (англ. James Alexander "Jimmy" Jeggo; 12 февраля 1992, Книн Республика Сербская Краина) — австралийский футболист, игравший на позиции полузащитника. Выступал за сборную Австралии.

## Клубная карьера
Джегго — воспитанник клуба «Мельбурн Виктори». 12 ноября 2011 года в матче против «Сентрал Кост Маринерс» он дебютировал в A-Лиге. 7 марта 2014 года в поединке против «Сентрал Коста Маринерс» Джеймс забил свой первый гол за «Мельбурн Виктори».
Летом 2014 года его контракт истёк и Джегго стал игроком «Аделаида Юнайтед». 12 октября в матче против «Брисбен Роар» он дебютировал за новый клуб. В этом же году Джеймс помог клубу завоевать Кубок FFA. 5 января 2015 года в поединке против «Перт Глори» Джегго забил свой первый гол за «Аделаиду Юнайтед». По итогам сезона он был признан лучшим молодым игроком сезона.
В начале 2016 года Джеймс перешёл в австрийский «Штурм». Первые полгода Джегго набирался практики в дубле. 23 июля в матче против «Ред Булл Зальцбург» он дебютировал в австрийской Бундеслиге. 29 апреля 2018 года в поединке против столичного «Рапида» Джегго забил свой первый гол за «Штурм». В том же году он помог клубу выиграть Кубок Австрии.
Летом 2017 года Джегго на правах свободного агента подписал соглашение со столичной «Аустрией». В матче против ЛАСКа он дебютировал за новую команду. 16 декабря в поединке против столичного «Рапида» Джеймс забил свой первый гол за «Аустрию».

## Международная карьера
12 июня 2017 года стало ясно, что полузащитник и капитан сборной Австралии Миле Единак из-за повреждения не сыграет на Кубке конфедераций, вместо него на турнир главный тренер сборной Анге Постекоглу вызвал Джегго. На турнире он был запасным и на поле не вышел.
20 ноября 2018 года в товарищеском матче против сборной Ливана Джегго дебютировал за сборную Австралии.
В 2019 году Джегго включён в состав сборной на кубок Азии в ОАЭ. На турнире он был запасным и на поле не вышел.

## Достижения
«Аделаида Юнайтед»
- Обладатель Кубка FFA: 201415

«Штурм»
- Обладатель Кубка Австрии: 2017/18

Индивидуальные
- Лучший молодой футболист А-Лиги: 2014/15